# Labastide-du-Haut-Mont
Labastide-du-Haut-Mont ist eine französische Gemeinde mit 44 Einwohnern (Stand: 1. Januar 2022) im Département Lot in der Region Okzitanien. Sie gehört zum Kanton Lacapelle-Marival und zum Arrondissement Figeac. Nachbargemeinden sind Sénaillac-Latronquière im Nordwesten, Sousceyrac-en-Quercy im Norden, Saint-Saury im Nordosten, Parlan im Osten, Bessonies im Südosten, Saint-Hilaire im Süden, Lauresses im Südwesten und Latronquière im Westen.

## Bevölkerungsentwicklung

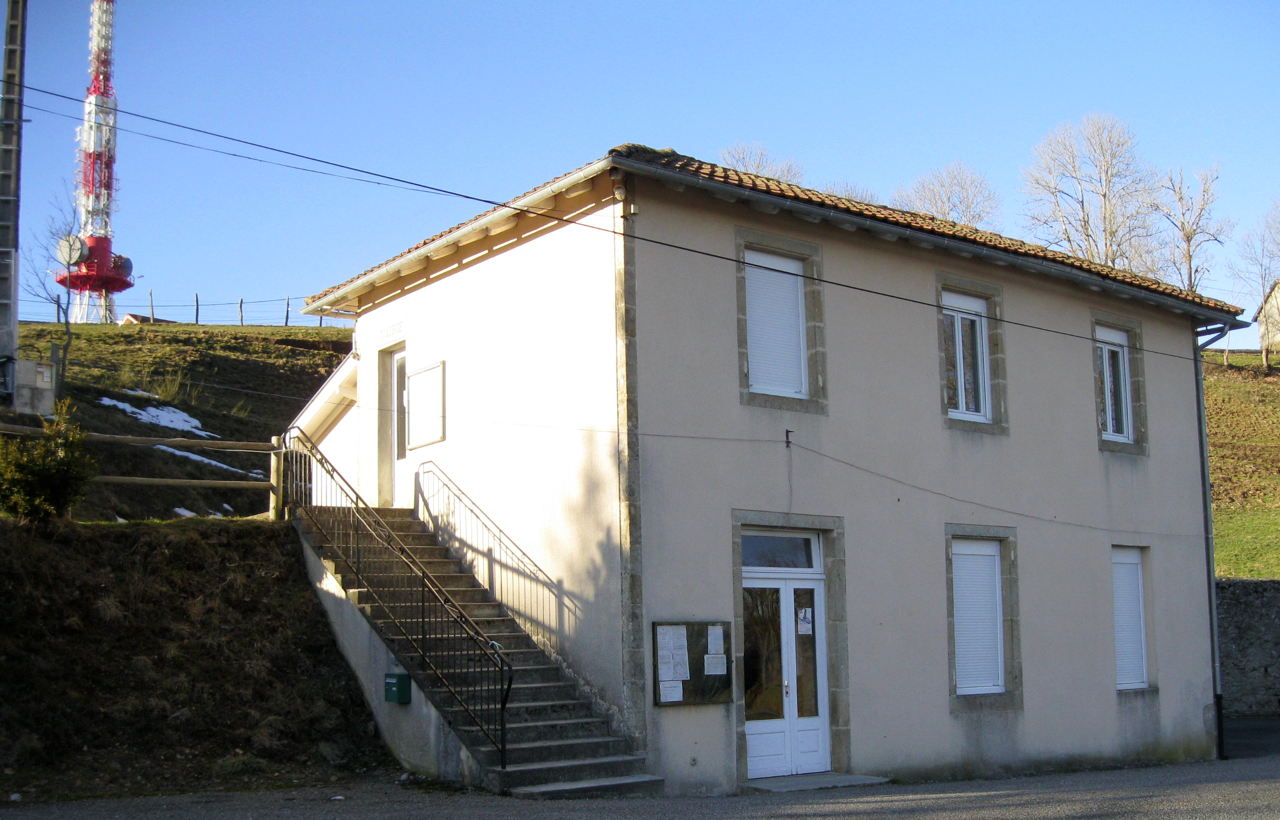
Mairie Labastide-du-Haut-Mont

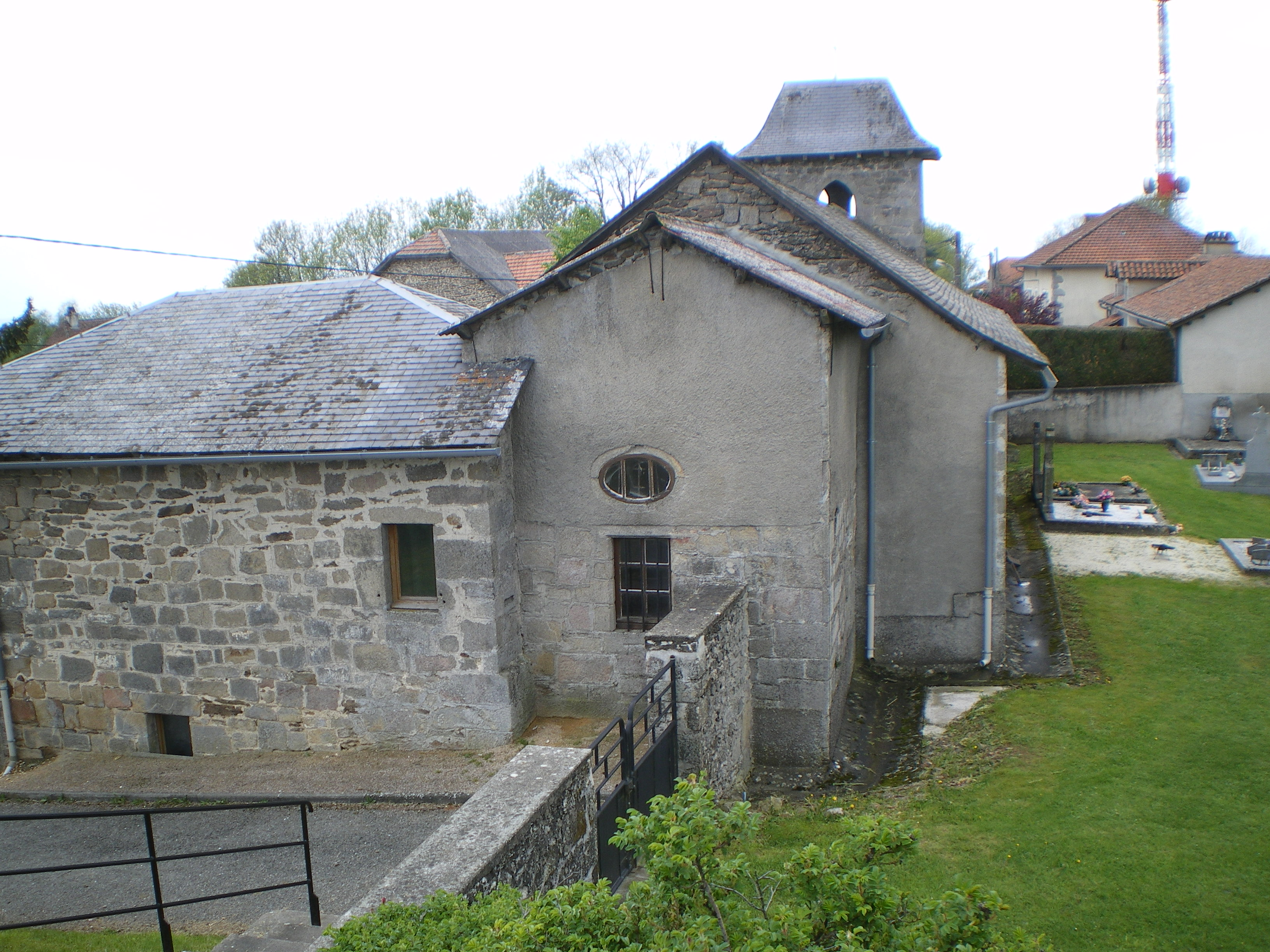
Kirche Mariä Himmelfahrt, Monument historique

| Jahr      | 1962 | 1968 | 1975 | 1982 | 1990 | 1999 | 2006 | 2018 |
| --------- | ---- | ---- | ---- | ---- | ---- | ---- | ---- | ---- |
| Einwohner | 99   | 109  | 89   | 91   | 70   | 62   | 44   | 49   |